# 卡爾·弗里德里希·高斯
约翰·卡爾·弗里德里希·高斯（德語：Johann Carl Friedrich Gauß，1777年4月30日—1855年2月23日），德國數學家、物理学家、天文学家、大地测量学家。被普遍認為是有史以來最偉大的數學家之一，並享有「首席數學家」、“数学王子”的美譽。

## 生平

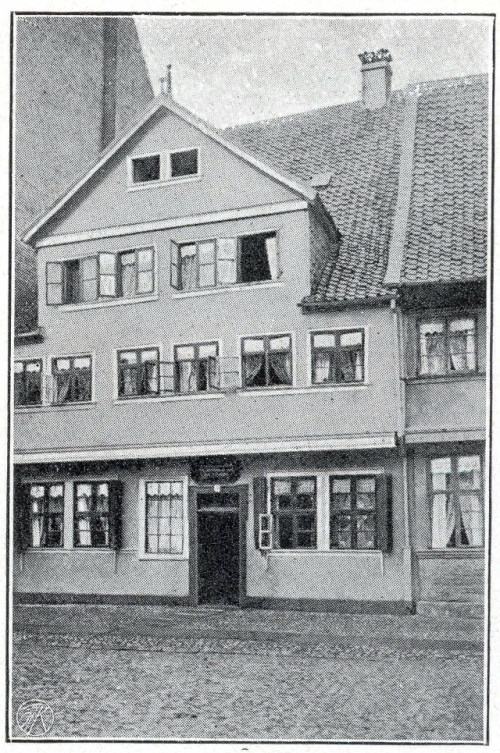
高斯在不伦瑞克的出生地，此建筑于1944年10月遭到空袭

### 早年
1777年4月30日，約翰·卡爾·弗里德里希·高斯出生在布倫瑞克-沃爾芬比特爾親王國（現為德國的下薩克森州）不倫瑞克市的一个清寒家庭。高斯的父親格布哈德·迪特里希·高斯（Gebhard Dietrich Gauss，1744–1808）於1776年與高斯的母親結婚，在此之前他有一個逝世的配偶。格布哈德在不倫瑞克當地從事過多種工作，如屠夫、磚匠、園丁等。高斯的母親多蘿西婭（Dorothea，1743–1839）從來沒有受過學校教育，幾乎是文盲，但她聰明、性格開朗且堅強。她婚前曾當過7年女僕。高斯曾描述其父親“在許多方面值得尊敬，也確實在外受人尊重，但他在家里卻獨斷專橫，粗野而無教養”，同時，他描述母親為一位“傑出的女性”。多蘿西婭有一個弟弟（即高斯的舅父）約翰·弗里德里希（Johann Friedrich）是位技術精湛的藝術家，他意識到了侄子高斯的天賦異稟，便不時盡自己所能指點高斯。1809年舅父離世時，高斯經常說“一個天生的天才就這樣離去了”。父親格布哈德曾力圖讓高斯走他的老路，成為一名石匠或園丁，不支持高斯接受教育，不過母親和舅父都意識到了高斯的天賦，極力支持和擁護高斯通過教育來發展才能。
高斯是數學領域的神童，當高斯的小學老師比特納（J. G. Büttner）和其助手約翰·克里斯蒂安·馬丁·巴特爾斯意识到他天赋異禀之時，便將他引薦給了當地的統治者布伦瑞克-沃爾芬比特爾公爵。公爵也很快意識到高斯的出眾才能，便把高斯送往本地的卡罗琳学院學習，並給予經濟支持。1792年至1795年間，高斯在此就讀，其中有一位老師是埃伯哈德·奥古斯特·威廉·冯·齐默尔曼。此後高斯繼續接受公爵的資助，並轉向科學條件更好的哥廷根大学深造，直至1798年。
高斯是一名在校學生，更是一位自學成才的學生，他自己發現了幾個已被發現的重要數學定理。他於1796年解決了自古希腊時期起就困擾著數學家的幾何問題：他證明了可以通過尺規作圖畫出某些正多邊形（即可作圖多邊形），他將此發現寫於他的第一份出版物中，這一發現也使得高斯以數學而非文學為自己的事業。高斯對這一發現極為滿意，他曾向他的摯友匈牙利數學家鮑耶·亞諾什表示，要在自己的墓碑上刻一個正17邊形，但後來在不倫瑞克建高斯紀念碑時，石匠說所有人會把刻的正17邊形看作圓，因此只在紀念碑基座背面刻了17點的星形。1796年也是高斯大顯身手的一年，在高斯的數學日記（Mathematisches Tagebuch）中，記於3月30日的第一條即為構造正17邊形的方法，其他的條目有：進一步改良了模運算的方法，大大的簡化了在整數上的運算；4月8日，給出了二次互反律的第一個證明；5月13日，猜測質數在整數中的分布即質數定理，此猜想於1896年由法國數學家雅克·阿達馬和比利時數學家德·拉·瓦莱布桑各自給出嚴格證明；7月10日，他在日記中記下：“ΕΥΡΗΚΑ！num =Δ+Δ'+Δ”，即每個正整數都可以表示為三個三角形數的和。從這年起，高斯對其數學巨著《算術研究》（Disquisitiones arithmeticae）萌生了許多想法。
1798年，高斯完成了他的巨作《算術研究》，該作直到1801年才正式出版。

### 晚年

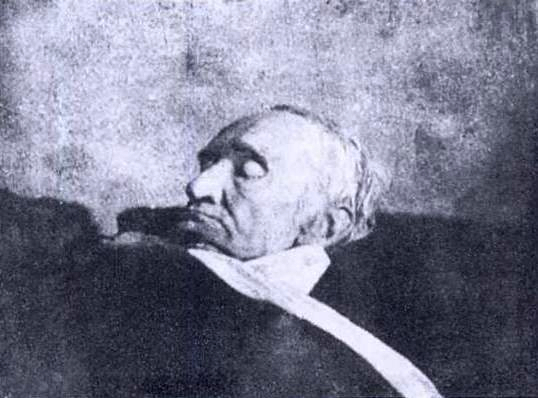
高斯逝世一天后在病榻上

晚年的高斯虽然患有痛风，但仍然思维活跃。62岁时，他开始自学俄语，可能是为了阅读俄罗斯数学家罗巴切夫斯基关于非欧几里得几何的著作。 他的最后一次天文观测是对于1851年7月28日的日食（时年74岁）。1855年2月23日凌晨一点零五分，77岁的高斯因心脏病发作，在哥廷根天文台的躺椅上去世。高斯被安葬在哥廷根的阿尔巴尼公墓。高斯的女婿埃瓦尔德（即高斯的女儿威廉明娜的配偶）和高斯的学生兼挚友萨托里尔斯在高斯的葬礼上致悼词。

## 贡献

### 数学

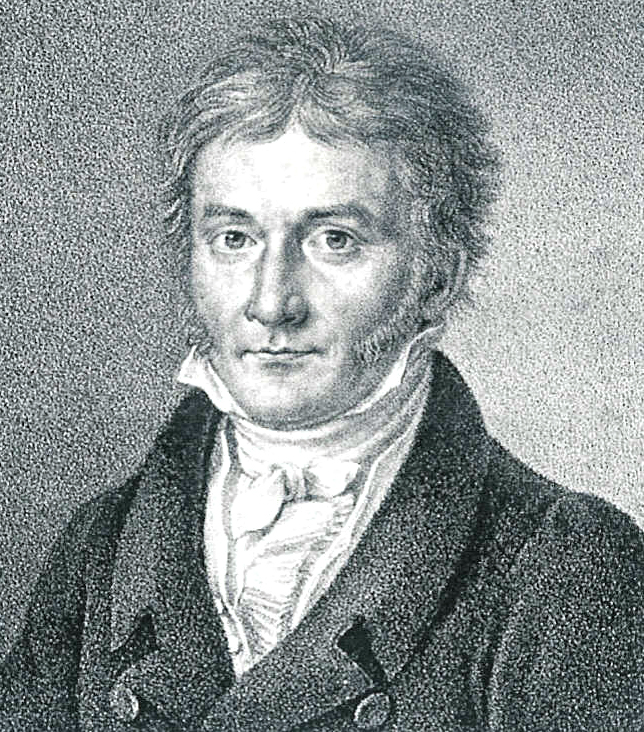
1828年出版的天文学通报中高斯肖像。

#### 代数和数论
高斯在其1799年的博士论文中清晰地阐明了複數的概念和应用，并且严格证明了代数基本定理，该定理指出任何一个一元复系数多项式方程都至少有一个复数根，在此之前，包括让·勒朗·达朗贝尔在内的数学家作出了对此定理错误的证明，高斯的论文也包含对达朗贝尔证明的指正。
从高斯的数学日记中的条目可知，他至少已于1796年开始研究数论问题，其中他的一些发现已经由其他学者先于其完成。1798年（时年21岁）至1799年，高斯在《算术研究》一教材中对所有上述这些成果进行了汇编，这本书也使得数论得以严谨化和系统化，其中涵盖了初级和代数数论。在这本教材的主要章节，高斯给出了二次互反律的两个证明方法，这成为数论继续发展的重要基础。这部著作的第一章，引入同餘的概念，並用符號≡表示。他还证明了费马多边形数定理的三角形数的情况。在最后一章中，高斯将一个几何问题转化为代数问题，他断言正多边形能用尺规作图（这时称为可作图多边形）当且仅当该正多边形的边数是2的非负整数次幂和任意个（可为0个）相异费马素数的乘积，高斯给出了这一命题充分性的证明，但没有给出必要性的证明。必要性的严格证明由法国数学家皮埃尔·洛朗·旺策尔于1837年给出。
高斯可能在1801年就知晓了类数公式，同年，他发表了关于有限域中系数多项式的解的数量的结论，150年后促成了韦尔猜想。此外他还研究了连分数，发现了素数分布规律即質数定理，和证明了费马大定理n=5的情形和正则排列的克卜勒猜想。
通过对足够多的测量数据的处理后，可以得到一个新的、概率性质的测量结果。在这些基础之上，高斯随后專注于曲面与曲线的计算，并成功得到高斯钟形曲线（正态分布曲线）。其函数被命名为标准正态分布（或高斯分布），并在概率论中大量使用。
高斯推导了寻找复活节日期和逾越节日期的计算方法。1805年，他在计算小行星帕拉斯（Pallas）和朱诺（Juno）的轨道时，发现了用于计算离散傅里叶变换的库利-图基快速傅里叶变换算法，比詹姆斯·库利和约翰·图基早160年，之后他将其延伸为三角插值法。

#### 几何
1796年（时年19岁），高斯给出了仅用尺规作图构造出正17边形的方法，这是2000多年来正多边形尺规作图的首次进展。
非欧几何方面。高斯称其发现了非欧几何的可能性，事实上他确是正真预见并具有相当完整的非欧几何想法的第一人，但他并没有正式发表过相关内容。1829年之前高斯给其他数学家的信件中，他模糊地讨论了平行公设的问题，邓宁顿认为，在鲍耶·亚诺什发表非欧几何之前，高斯实际上已经完全掌握了非欧几何，但是他拒绝发表任何东西，因为他害怕引起争议。“非欧几何”一词由他创造，这一发现是几何领域的革命性转变，因为它使数学家摆脱了错误的观念，即欧几里得公理是使几何学一致且无矛盾的唯一方法。对非欧几何的研究促成了爱因斯坦的广义相对论，后者将宇宙描述为非欧几里得空间。

### 天文学和大地测量学
1818年至1826年间，高斯主导了汉诺威公国的大地测量工作。通过最小二乘法为基础的测量平差的方法和求解线性方程组的方法，显著地提高了测量的精度。
高斯在最小二乘法基础上创立的测量平差理论的帮助下，测算天体的运行轨迹。他用这种方法，测算出了小行星谷神星的运行轨迹。
谷神星于1801年被意大利天文学家皮亚齐发现，但因病他耽误了观测，从而失去了这颗小行星的轨迹。皮亚齐以希腊神话中的“丰收女神”对它命名，称为谷神星，并将自己以前观测的数据发表出来，希望全球的天文学家一起寻找。高斯通过以前3次的观测数据，计算出了谷神星的运行轨迹。奥地利天文学家海因里希·歐伯斯根据高斯计算出的轨道成功地发现了谷神星。高斯将这种方法发表在其著作《天体运动论》中。
高斯亲自参加野外测量工作。他白天观测，夜晚计算。在五到六年间，经他亲自计算过的大地测量数据超过100万个。当高斯领导的三角测量外场观测走上正轨后，高斯把主要精力转移到处理观测成果的计算上，写出了近20篇对现代大地测量学具有重大意义的论文。在这些论文中，他推导了由椭圆面向圆球面投影时的公式，并作出了详细证明。这个理论直至现在仍有应用的价值。
汉诺威公国的大地测量工作至1848年结束。这项大地测量史上的巨大工程，如果没有高斯在理论上的仔细推敲，在观测上力图合理和精确，在数据处理上尽量周密和细致，就不能圆满的完成。在当时的不发达的条件下，布设了大规模的大地控制网，精确地确定2578个三角点的大地坐标。
为了用椭圆在球面上的正形投影理论以解决大地测量中出现的问题，在这段时间内高斯亦从事了曲面和投影的理论，并成为了微分几何的重要理论基础。相对论证明了宇宙空间实际上是非欧几何的空间。高斯的思想被近100年后的物理学所认可。
高斯试图在汉诺威公国的大地测量中通过测量Harz的Brocken——Thüringer Wald的Inselsberg——哥廷根的Hohen Hagen三个山头所构成的三角形的内角和，以验证非欧几何的正确性，但未成功。後來高斯朋友的儿子鮑耶·亞諾什在1823年证明了非欧几何的存在，高斯对他勇于探索的精神表示了赞扬。1840年，俄國學者罗巴切夫斯基用德文写了《平行线理论的几何研究》一文，这篇论文的发表引起了高斯的注意。他非常重视这一论证，积极建议哥廷根大学聘请罗巴切夫斯基为通信院士。为了能直接阅读他的著作，从这一年开始，63岁的高斯开始学习俄语，并最终掌握了这门外语。高斯、亞諾什和罗巴切夫斯基後來被並稱為微分几何的始祖。

### 物理学

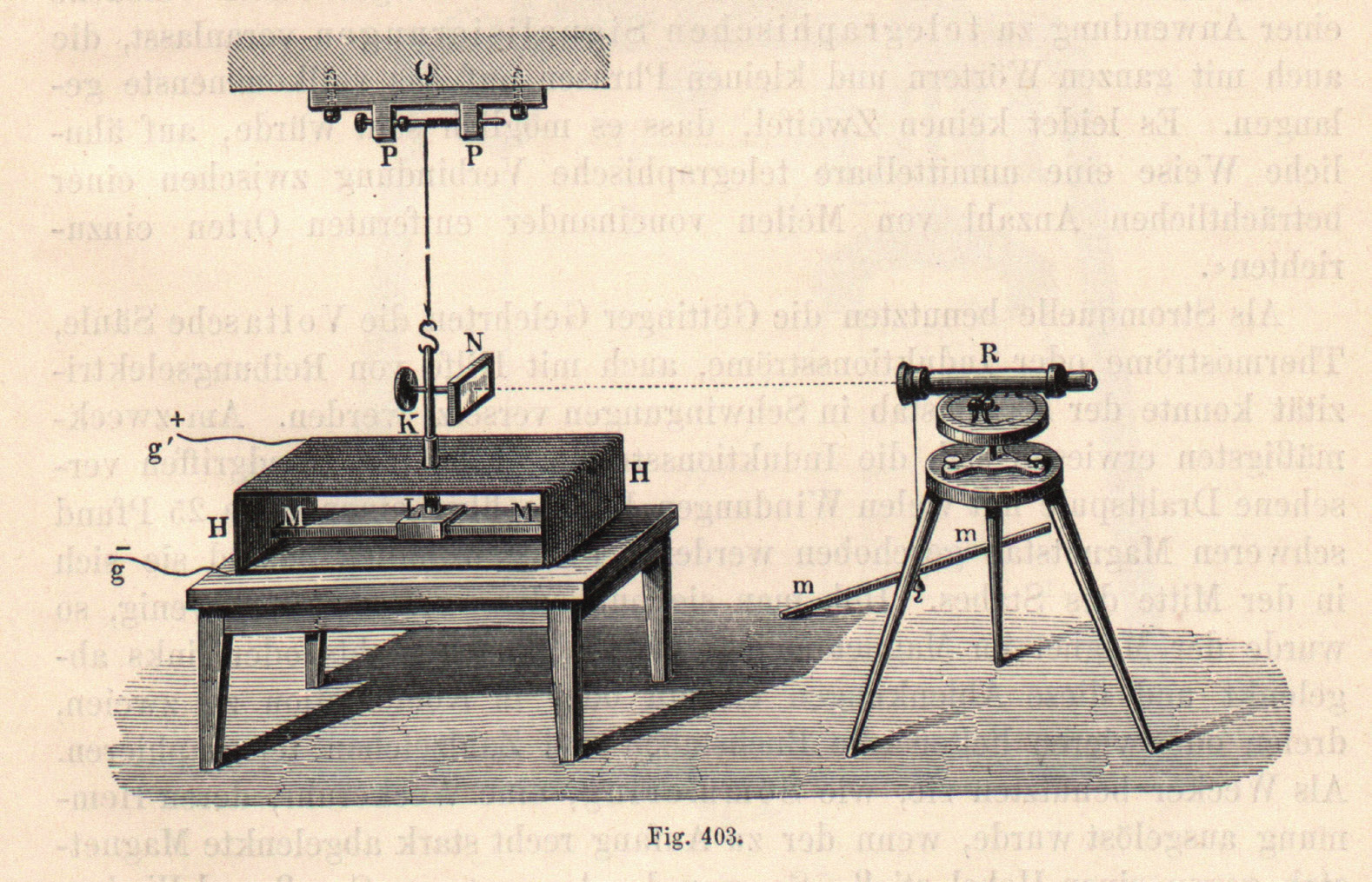
高斯-韋伯磁强计

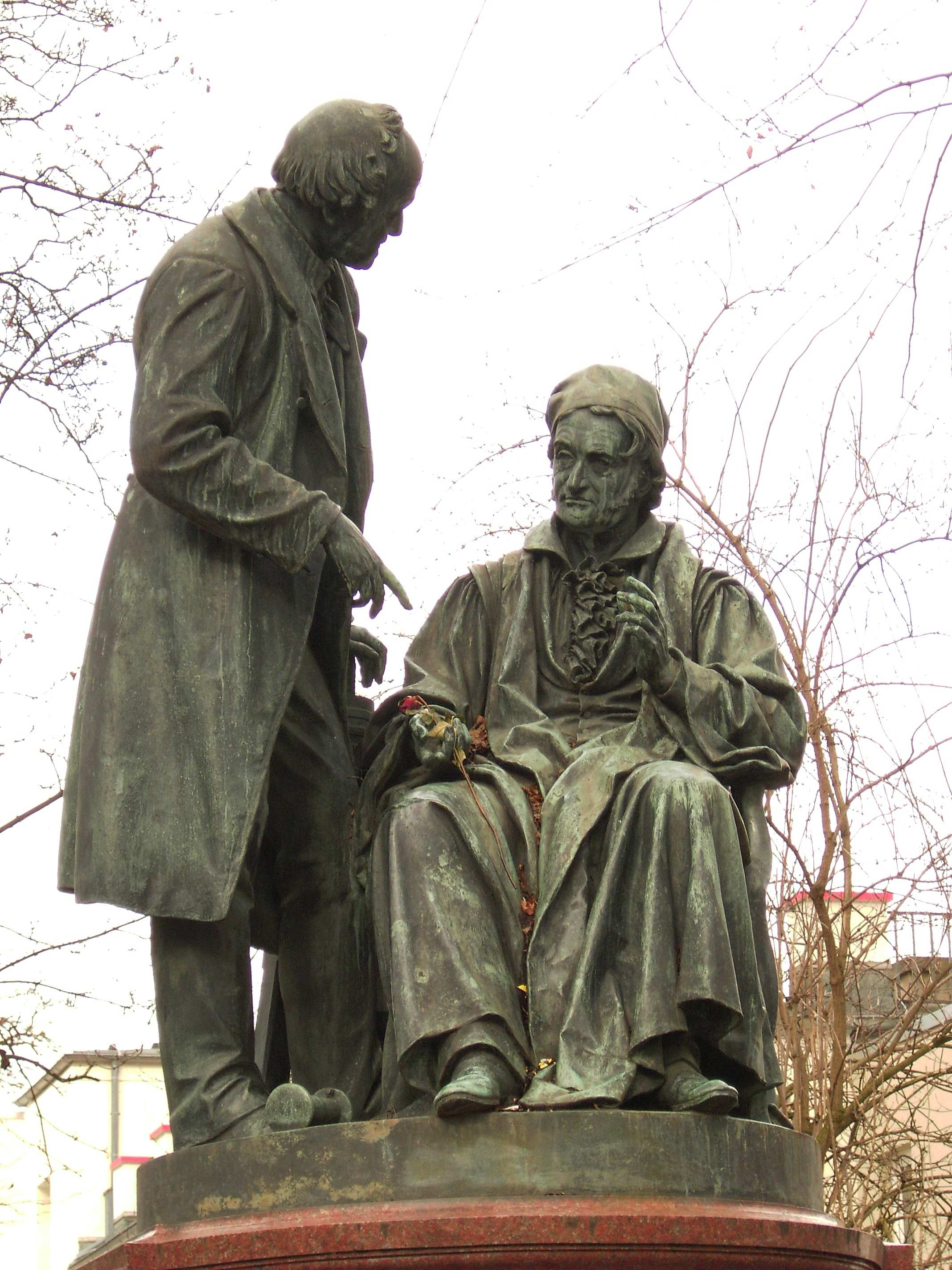
在哥廷根的高斯-韋伯紀念碑

出于对实际应用的兴趣，高斯发明了日光反射仪。日光反射仪可以将光束反射至大约450公里外的地方。高斯后来不止一次地为原先的设计作出改进，试制成功了后来被广泛应用于大地测量的镜式六分仪。
19世纪30年代，高斯发明了磁强计。他辞去了天文台的工作，而转向物理的研究。他与物理学家威廉·爱德华·韦伯（1804－1891年）在电磁学领域共同工作。他比韦伯年长27岁，以亦师亦友的身份与其合作。1833年，通过受电磁影响的罗盘指针，他向韦伯发送出电报。这不仅是从韦伯的实验室与天文台之间的第一个电话电报系统，也是世界首创的第一个电话电报系统。
1840年，他和韦伯画出了世界第一张地球磁场图，并且定出了地球磁南极和磁北极的位置。次年，这些位置得到美国科学家的证实。
高斯在数个领域进行研究，但只把他认为已经成熟的理论发表出来。他经常对他的同事表示，该同事的结论自己以前已经证明过了，只是因为基础理论的不完备而没有发表。事实上高斯把他的研究结果都记录了起来。他死后，他的20部纪录着他的研究结果和想法的笔记被发现，证明高斯所说的是事实。一般人认为，20部笔记并非高斯笔记的全部。

## 婚姻与家庭

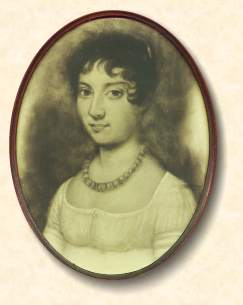
高斯的第二任妻子明娜的肖像

1805年10月9日，高斯与其第一任妻子约翰娜·奥斯托夫（Johanna Osthoff，1780-1809 ）结婚，并和其育有两子一女：约瑟夫（Joseph，1806-1873）、威廉明娜（Wilhelmina，1808-1840）和路易斯（Louis，1809-1810）。路易斯出生一个月后的1809 年10月11日，高斯的妻子逝世，几个月后路易斯也不幸夭折。高斯对妻子的离去十分悲痛，他用古老的旋律风格给妻子写了一封古代哀歌式的悼词。
之后的1810年8月4日，高斯与他的第一任妻子的朋友Friederica Wilhelmine Waldeck（又名明娜，即Minna）结婚，并和其育有另外三个孩子：欧根 (Eugen，1811-1896)、威廉 (Wilhelm，1813-1896)和特蕾莎（Therese，1816-1864）。自1818年起，明娜的健康状况下降，患上了肺结核，最终于1831年9月12日去世，终年43岁。之后特蕾莎接管这个家，照顾高斯的余生。高斯的母親自1817年起和高斯住在一起，最终于1839年去世，享年95岁。
当第一任妻子逝世后，高斯变得和他父亲一样想要支配自己的子女。之後高斯與他的兒子们發生了衝突，他不希望他们中任何一个進入數學或科學的領域，唯恐“拉低家族声誉”，同时他认为他们中没有人能超越他自己的成就。

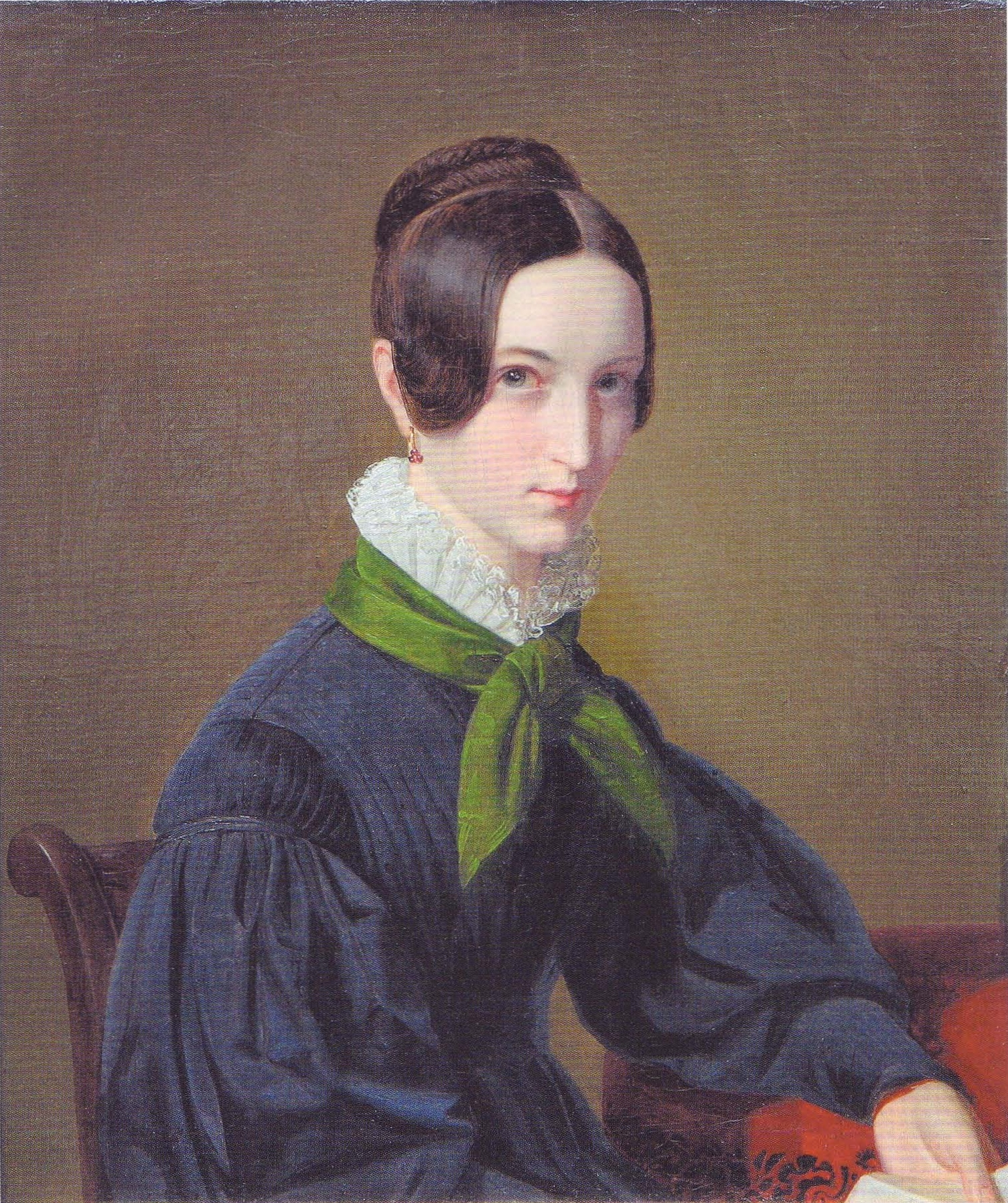
高斯最小的女儿特蕾莎的肖像

当长子约瑟夫还在上学时，他就于1821年作为助手协助父亲高斯的测量工作。在大学的短暂学习后，他于1824年入伍汉诺威军队，并于1829年再次协助高斯的测量工作。1830年代后期，他负责将测量区域扩大到王国的西部地区。然而，尽管经过多年的努力，他一直处于较低的军衔（自1834年起担任中尉），薪资很微薄，还需要依赖父亲的经济支持，尤其是在1840年结婚后加剧了这种情况。之后他离开了军队，并凭借自己的测量学背景，担任了汉诺威皇家国家铁路的总监，负责铁路网的建设。1836年，约瑟夫曾花费数个月在美国研究铁路系统。
欧根在算术和语言方面展现着与高斯一样出色的才能，并且他的性格活泼而时有叛逆。他想学习语文学，但高斯希望他成为一名律师。欧根负债累累，还在公众面前引发丑闻，他在这种情况下于1830年9月突然离开哥廷根，经由不来梅市移民到美国。起初，他挥霍了携带的一点钱，并且父亲高斯还拒绝给他另外的经济支持，之后他参军了五年，还在美国毛皮公司工作过，并在那里学会了苏族语。后来他移居密西西比州并成为了一名成功的商人。多年来，欧根的成功才逐渐改变了他在高斯的朋友和同事中的名声。
威廉与天文学家弗里德里希·威廉·贝塞尔的侄女结婚，并于1837年移居美国密苏里州。他最初在那里是一位农民，后来在圣路易斯市的制鞋业致富。欧根和威廉在美国拥有许多后代，同时高斯的女儿们没有后代，于是德国的高斯家族仅由约瑟夫传承下来了。

## 性格特点
高斯是個充滿熱情且工作認真的完美主義者，他拒絕發表他認為不完整和可能涉及争论的作品，這符合他個人的座右銘：Pauca sed matura（直译为英文是“few, but ripe”，直译为中文是“少而精”）。从他的個人日記可知，对于同时代数学家所发表的一些重大的数学成果，高斯先于他们几年或者几十年就已经发现。 英国数学家埃里克·坦普尔·贝尔曾称，如果高斯及时发表他的所有数学成果，这将使数学直接进步50年。高斯通常不愿意透露他那些优雅证明背后的灵感，还细心地抹去了导致他得到这些结论的所有思考痕迹。
高斯不喜欢教学，他教授的學生不多，但一些學生卻成為了具有影響力的數學家，其中包括理查德·戴德金、伯恩哈德·黎曼和弗里德里希·貝塞爾。在高斯的推荐下，1811年3月哥廷根大学授予贝塞尔荣誉博士学位。此外，高斯还推荐授予与他有过一段书信往来的女性数学家索菲·热尔曼荣誉学位，但她因患乳腺癌离世未能收到。

高斯在1808年9月2日写给法卡斯·博莱伊的一封信中总结了他对追求知识的观点：
不是知识本身，而是学习的行为，不是拥有，而是去获得的行为，给予了我最大的乐趣。当我阐明和详尽讨论一个主题后，我就转身离开它，只为再次踏入“黑暗”。永不满足的人是如此奇怪，如果他建成了一座大厦，那不是为了安详地居住在其中，而是为了开始建造另一个。我想，世界的征服者一定有这样的感觉，在一个王国刚刚被他征服之后，他就会向其他国家伸出了双臂。
高斯堅持對宗教的寬容，他相信打擾其他正處在他們自己和平信念中的人是不對的。

## 轶事

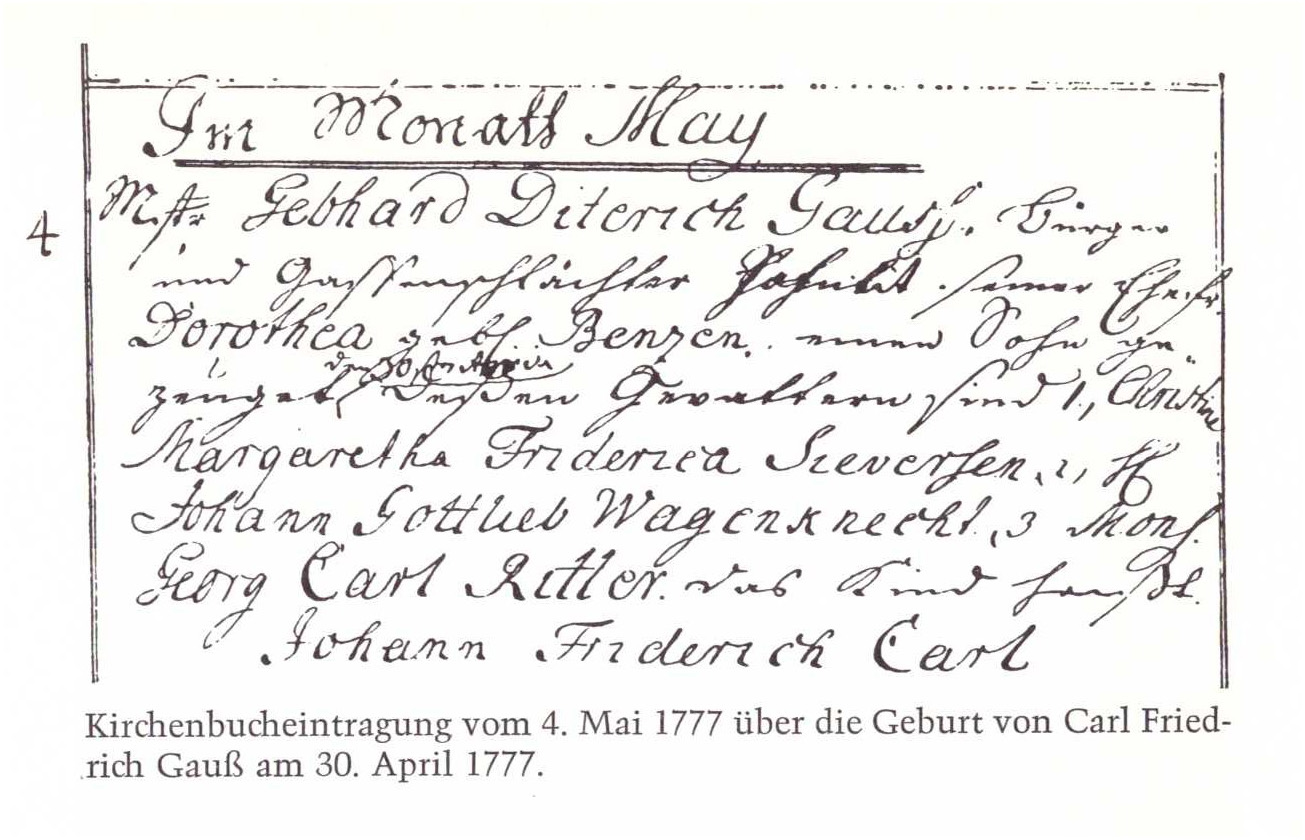
高斯的手稿

高斯的母亲没有记录高斯的出生日期，但她记得是在耶稣升天节的前八天（即复活节后39天）出生的。后来高斯找到一种寻找复活节日期的方法，于是通过计算得到了自己的出生日期。
德国地质学家、高斯在哥廷根大学的学生和挚友萨托里尔斯写有高斯的传记，其中写道，三岁的高斯便能纠正父亲的计算错误。另外他还写了一个著名的故事：在小学时，老师比特纳和他的助手约翰·克里斯蒂安·马丁·巴特尔斯在全班布置了一道等差数列求和的练习题，全班约有一百人，高斯最先给出正确答案，并且比其他人快得多。萨托里尔斯没有给出这个故事的具体细节，更没有给出这道题的具体内容，后来随着时间推移，这个故事出现了许多版本，也越来越详细地描述了求和题的具体内容，最广为流传的就是1至100之间所有的整数求和。
高斯把数学称作“科学的皇后”。据称，高斯曾经说过：如果一个学生在被告知欧拉恒等式时未能立刻视之为明显的事实，这个学生将永远不会成为一流的数学家。

## 紀念

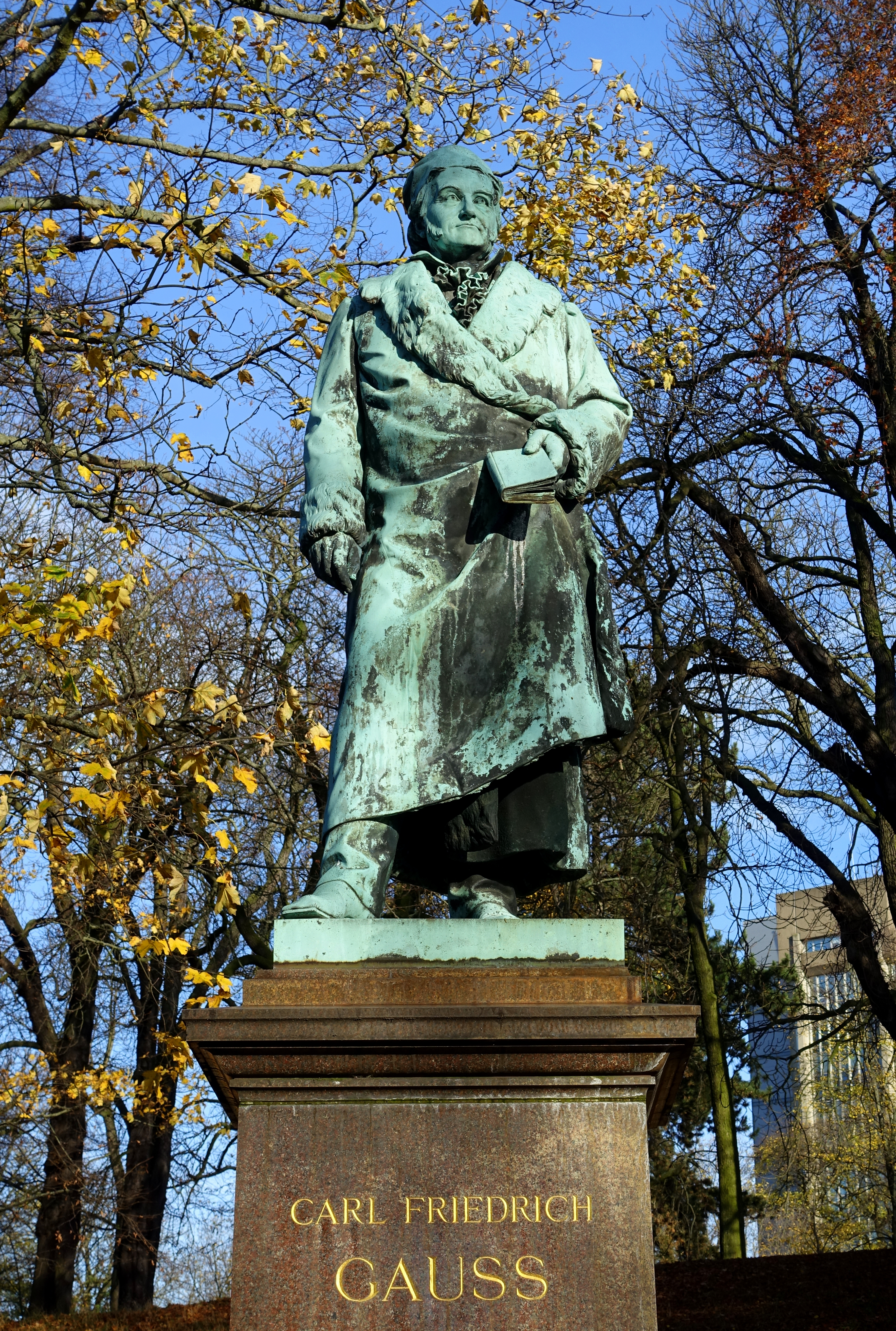
在高斯出生地不伦瑞克的高斯雕像 (1880)，由弗里茨沙佩尔设计，由 赫尔曼·海因里希·霍瓦尔特制作。

1989年至2001年，高斯的肖像和他所發現的正态分布曲线與哥廷根地标性建筑一起印在德國10马克的鈔票中。另一方面，在漢諾威有和他有關的日光反射仪以及三角測量方法。在德國也發行了三種用以表彰高斯的郵票。第一種郵票（第725號）發行於1955年——即高斯逝世100周年；另外兩種郵票（第1246號和第1811號）發行於1977年——即高斯诞辰200周年。
高斯的雕像矗立在不伦瑞克和哥廷根，位于后者的与德国数学家海因里希·马丁·韦伯的纪念碑在一起。高斯的半身像放置于瓦尔哈拉神殿和位于波茨坦的德国地球科学研究中心。
下萨克森州和哥廷根大学图书馆已经将高斯的全部著作数位化，并放置于互联网上。
Daniel Kehlmann在2005年寫的一本小說《测量世界》（2006年出版英文版《Measuring the World》），以小說的歷史鏡頭來探索高斯的一生和工作，藉此與另一位德國地理學家亞歷山大·馮·洪堡作對比。2012年，由小说改编而成的同名电影《测量世界》上映。
2007年，他的半身像被引進德國巴伐利亞州雷根斯堡瓦爾哈拉神殿。
在高斯的榮耀中，以他命名的事物包括：
1. 用在磁場的CGS制計量單位以高斯來命名。
2. 月球上的坑洞以他來命名。[49]
3. 小行星1001又稱為「高斯星」。
4. 高斯号探险船，是德国遠征南極時所使用的船。

2018年4月30日，Google以首頁塗鴉紀念高斯的241歲誕辰。

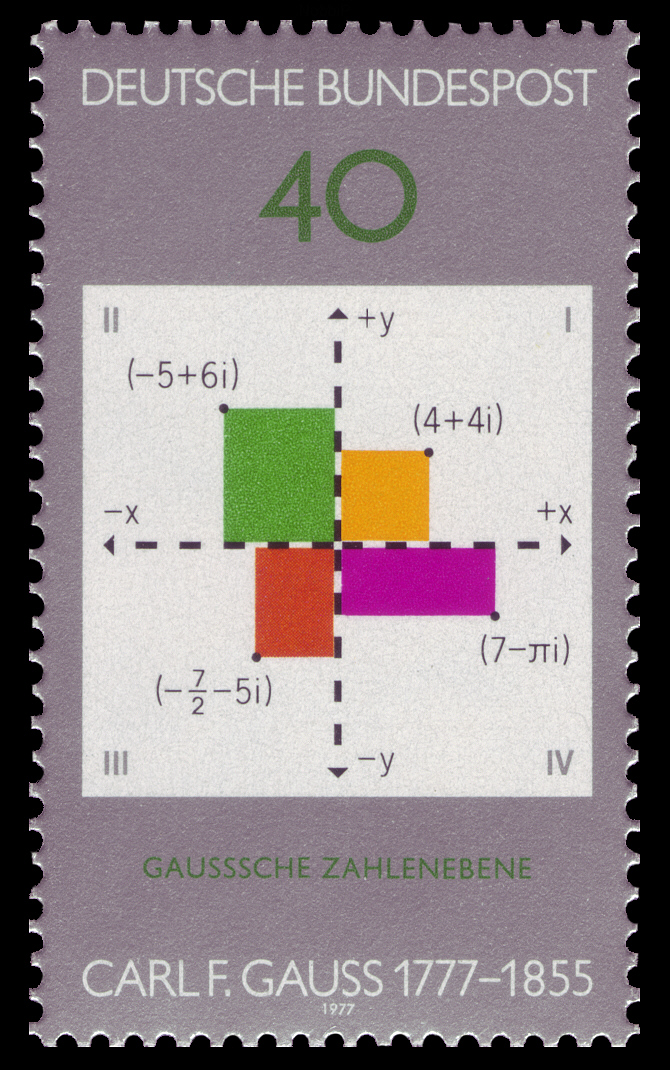
德国发行的纪念高斯诞辰200周年的邮票，内容是复平面。
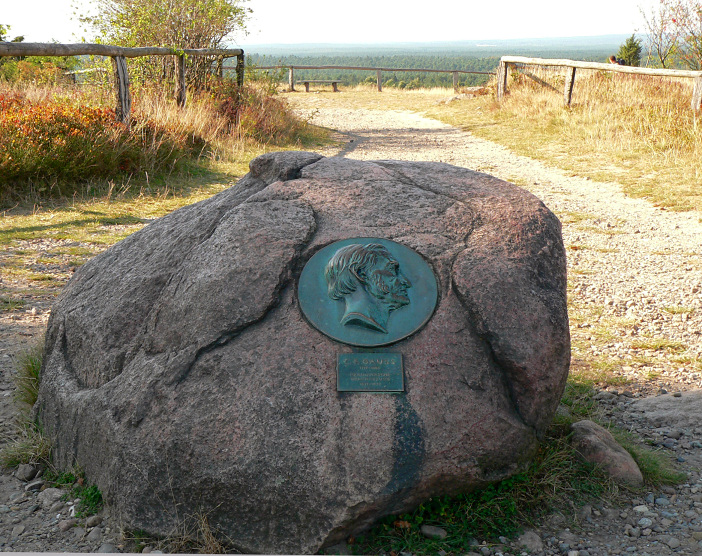
吕讷堡石楠草原上的高斯纪念碑

## 著作
高斯的最为著名的著作有：
- 1799年：关于代数基本定理的博士论文（Doktorarbeit über den Fundamentalsatz der Algebra）
- 1801年：算术研究 （Disquisitiones Arithmeticae）
- 1809年：天体运动论（Theoria Motus Corporum Coelestium in sectionibus conicis solem ambientium）
- 1827年：曲面的一般研究（Disquisitiones generales circa superficies curvas）
- 1843-1844年：高等大地测量学理论（上，Untersuchungen über Gegenstände der Höheren Geodäsie, Teil 1）
- 1846-1847年：高等大地测量学理论（下，Untersuchungen über Gegenstände der Höheren Geodäsie, Teil 2）

### 数学
- 1799年:  [New proof of the theorem that every integral algebraic function of one variable can be resolved into real factors of the first or second degree]. Helmstedt: C. G. Fleckeisen. 1866. (代数基本定理博士论文, 黑尔姆施泰特大学（英语：University of Helmstedt）)
- 1816年: . Commentationes Societatis Regiae Scientiarum Gottingensis Recentiores. Comm. Class. Math.: 107–134.   [2023-08-16]. （原始内容存档于2023-04-04）.
- 1816年: . Commentationes Societatis Regiae Scientiarum Gottingensis Recentiores. Comm. Class. Math.: 135–142.   [2023-08-16]. （原始内容存档于2023-04-04）.
- 1850年: . Abhandlungen der Königlichen Gesellschaft der Wissenschaften zu Göttingen: 34–35.   [2023-08-16]. （原始内容存档于2023-04-04）.
  -  [The four Gaussian proofs of the fundamental theorem of algebra]. 由Netto翻译. Leipzig: Wilhelm Engelmann. 1890. (德语)
- 1801年: . Leipzig: Gerh. Fleischer jun.   [2023-08-16]. （原始内容存档于2023-06-21）.（《算术研究》）
  - Gauss, Carl Friedrich. . 由Clarke, Arthur A.翻译 2nd, corrected. New York: Springer. 1986  [2023-08-16]. ISBN 978-0-387-96254-2. doi:10.1007/978-1-4939-7560-0. （原始内容存档于2022-11-22）.
- 1808年: . Commentationes Societatis Regiae Scientiarum Gottingensis. Comm. Math.: 69–74.   [2023-08-16]. （原始内容存档于2023-04-04）. (引入高斯引理，并将其用于二次互反律的第三个证明)
- 1809年: . Hamburg: Friedrich Perthes & Johann Heinrich Besser （拉丁语）.
  - . 由Davis, Charles Henry翻译. Little, Brown & Co. 1857.
- 1811年: . Commentationes Societatis Regiae Scientiarum Gottingensis Recentiores. Comm. Math.: 1–26.   [2023-08-16]. （原始内容存档于2023-04-04）. (Orbit of Pallas)
- 1811年: . Commentationes Societatis Regiae Scientiarum Gottingensis Recentiores. Comm. Class. Math.: 1–40.   [2023-08-16]. （原始内容存档于2023-04-04）. (确定二次高斯和（英语：Quadratic Gauss sum）的符号，用它给出二次互反律的第四个证明)
- 1812年: . Commentationes Societatis Regiae Scientiarum Gottingensis Recentiores. Comm. Class. Math.: 1–42.
- 1815年: . Commentationes Societatis Regiae Scientiarum Gottingensis Recentiores. Comm. Class. Math.: 39–76.
- 1818年: . Commentationes Societatis Regiae Scientiarum Gottingensis Recentiores. Comm. Class. Math.: 3–20. (二次互反律的第五和第六个证明)
- 1821年: . Commentationes Societatis Regiae Scientiarum Gottingensis Recentiores. Comm. Class. Math.: 33–62.
- 1823年: . Commentationes Societatis Regiae Scientiarum Gottingensis Recentiores. Comm. Class. Math.: 63–90.
- 1828年: Gauss, Carl Friedrich. . Commentationes Societatis Regiae Scientiarum Gottingensis Recentiores. Comm. Class. Math. (Dieterich). 1828, 6: 57–98. Bibcode:1828stco.book.....G. (关于以概率计算为基础的高斯误差传播法则的三篇论文)
  - Gauss, Carl Friedrich; Stewart, G. W. . 由G. W. Stewart翻译. Philadelphia: Society for Industrial and Applied Mathematics. 1995. ISBN 978-0-89871-347-3. doi:10.1137/1.9781611971248.
- 1827年: . Commentationes Societatis Regiae Scientiarum Gottingensis Recentiores. Comm. Class. Math.: 99–146.
  -  (PDF). 由J. C. Morehead and A. M. Hiltebeitel翻译. The Princeton University Library. 1902.
- 1828年: . Commentationes Societatis Regiae Scientiarum Gottingensis Recentiores. Comm. Class. Math.: 27–56.
- 1832年: . Commentationes Societatis Regiae Scientiarum Gottingensis Recentiores. Comm. Class. Math.: 89–148.
- 1845年: . Abhandlungen der Königlichen Gesellschaft der Wissenschaften in Göttingen: 3–46.
- 1847年: . Abhandlungen der Königlichen Gesellschaft der Wissenschaften in Göttingen: 3–44.
- Klein, Felix (编), , Mathematische Annalen, 1903, 57: 1–34, S2CID 119641638, doi:10.1007/BF01449013 （拉丁语及德语）
  - Jeremy Gray. . Expositiones Mathematicae. 1984, 2: 97–130.

### 物理学
- 1832年: . Commentationes Societatis Regiae Scientiarum Gottingensis Recentiores: 39–88.
- 1832: . Commentationes Societatis Regiae Scientiarum Gottingensis Recentiores: 3–44.
  - The Intensity of the Earth's Magnetic Force Reduced to Absolute Measurement. Translated by Susan P. Johnson.
- 1836: H.C. Schumacher (编). . Jahrbuch für 1836 (Tübingen: J.G.Cotta'sche Buchhandlung): 1–47 （德语）.
- 1840:  [General Theorems concerning the attractive and repulsive Forces acting in reciprocal Proportions of quadratic Distances]. Leipzig: Weidmannsche Buchhandlung. 1840 （德语）.
- 1843:  [Dioptrical Investigations]. Abhandlungen der Königlichen Gesellschaft der Wissenschaften in Göttingen: 1–34 （德语）.

#### 与威廉·韦伯共同撰写
- Weber, Wilhelm Eduard; Gauss, Carl Friedrich. . Göttingen: Dieterichsche Buchhandlung. 1837–1839 （德语）.
- Weber, Wilhelm Eduard; Gauss, Carl Friedrich. . Leipzig: Weidmannsche Verlagsbuchhandlung. 1840–1843 （德语）.
- Weber, Wilhelm Eduard; Gauss, Carl Friedrich. . Leipzig: Weidmannsche Verlagsbuchhandlung. 1840 （德语）.

### 著作集
- Königlich Preußische Akademie der Wissenschaften (编).  1–12. Göttingen: (diverse publishers). 1863–1933 （拉丁语及德语）.

### 与他人通信的信件
- Königlich Preußische Akademie der Wissenschaften (编). . Leipzig: Wilhelm Engelmann. 1880 （德语）. (1804年12月至1844年8月间与德国数学家弗里德里希·威廉·贝塞尔的信件)
- Schwemin, Friedhelm (编). . Acta Historica Astronomica 53. Leipzig: Akademische Verlaganstalt. 2014. ISBN 978-3-944913-43-8 （德语）. (1802年2月至1826年10月间与德国天文学家约翰·波得的信件)
- Schoenberg, Erich; Perlick, Alfons. . Abhandlungen der Bayerischen Akademie der Wissenschaften, Math.-nat. Klasse, Neue Folge, No. 71. Munich: Verlag der Bayerischen Akademie der Wissenschaften. 1955: 5–21 （德语）. (1835年2月至1848年1月间写给德国天文学教授博古斯拉夫斯基（英语：Palm Heinrich Ludwig von Boguslawski）的信)
- Franz Schmidt, Paul Stäckel (编). . Leipzig: B. G. Teubner. 1899 （德语）. (1797年9月至1853年2月间与匈牙利数学家法卡斯·博莱伊（英语：Farkas Bolyai）的信件)
- Axel Wittmann (编). . Remagen: Verlag Kessel. 2018. ISBN 978-3945941379 （德语）. (1810年6月至1854年6月间高斯与其学生德国天文学家约翰·弗朗茨·恩克的信件)
- Clemens Schaefer (编). . Berlin: Otto Elsner. 1927 （德语）. (1810年6月至1854年6月间高斯与其学生克里斯蒂安·路德维希·格尔林（英语：Christian Ludwig Gerling）的信件)
- Karl Christian Bruhns (编). . Leipzig: Wilhelm Engelmann. 1877 （德语）. (1807年7月至1854年12月间与德国科学家亚历山大·冯·洪堡的信件)
- Reich, Karin; Roussanova, Elena. . Veröffentlichungen der Kommission für Geschichte der Naturwissenschaften, Mathematik und Medizin, No. 68. Vienna: Verlag der Österreichischen Akademie der Wissenschaften. 2018 （德语）. (1835年至1843年间与奥地利天文学家卡尔·克莱尔（英语：Karl Kreil）的信件)
- Gerardy, Theo (编). . Abhandlungen der Akademie der Wissenschaften in Göttingen, Mathematisch-Physikalische Klasse, No. 4. Göttingen: Vandenhoeck & Ruprecht. 1959: 37–63 （德语）. (1799年2月至1800年9月间与德国地图制作者卡尔·路德维希·冯·勒科克的信件)
- Carl Schilling (编). . Wilhelm Olbers. Sein Leben und seine Werke. Zweiter Band. Berlin: Julius Springer. 1900 （德语）. (1802年1月至1819年10月间与德国天文学家海因里希·奥伯斯的信件：第一部分)
- Carl Schilling (编). . Wilhelm Olbers. Sein Leben und seine Werke. Zweiter Band. Berlin: Julius Springer. 1909 （德语）. (1820年1月至1839年5月间与德国天文学家海因里希·奥伯斯的信件：第二部分)
- Christian August Friedrich Peters (编). . Altona: Gustav Esch. 1860–1865 （德语）.（与德裔丹麦籍天文学家海因里希·克里斯蒂安·舒马赫的信件）
  - 1和2卷 (1808年4月至1836年3月)
  - 3和4卷(1836年3月至1845年4月)
  - 5和6卷(1845年4月至1850年11月)
- Poser, Hans (编). . Abhandlungen der Akademie der Wissenschaften in Göttingen, Mathematisch-Physikalische Klasse, Folge 3, No. 39. Göttingen: Vandenhoeck & Ruprecht. 1987. ISBN 978-3525821169 （德语）. (1795年至1815年间与德国地理学家埃伯哈德·奥古斯特·威廉·冯·齐默尔曼的信件)

哥廷根科学院提供了迄今为止已知的高斯与他人往来信件的完整全集，可在线访问。他与其家人的书面遗产也可以在不伦瑞克市档案馆中找到。